# La Cinématographie française
La Cinématographie française est un magazine de cinéma français qui a été fondé en 1918 et a disparu en 1966 en fusionnant avec Le Film français.
Il est racheté par Paul-Auguste Harlé en juillet 1924.
La publication cesse durant la Seconde Guerre mondiale, entre 1940 et 1945.
À partir de 1945, le magazine édite annuellement un Index de la Cinématographie française proposant des fiches techniques pour les films sortis durant l'année.